# Pesi leggeri (canottaggio)

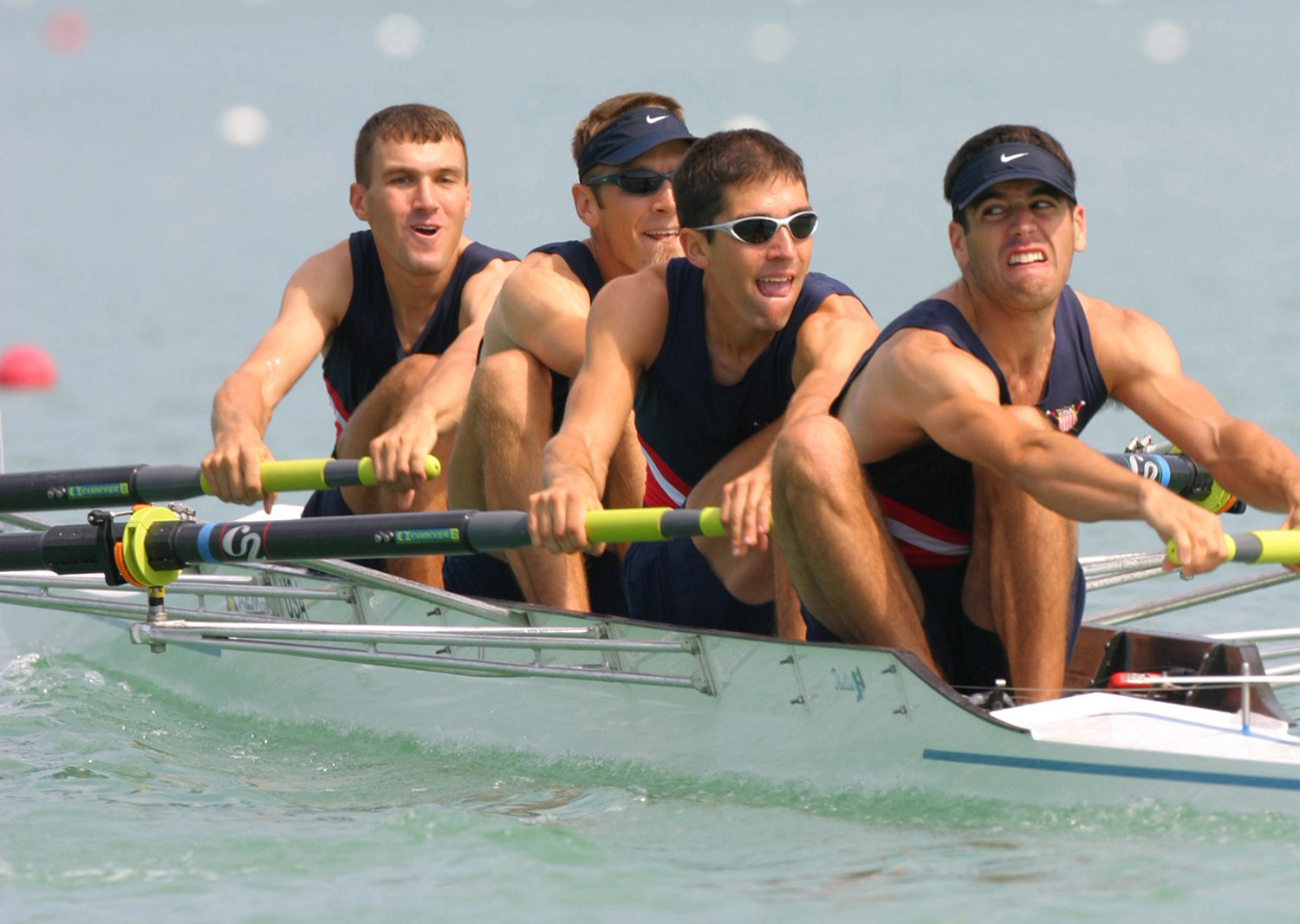
Il quattro senza statunitense pesi leggeri ai Campionati del mondo di canottaggio 2003

I pesi leggeri nello sport del canottaggio sono una categoria che assegna titoli ai campionati del mondo di canottaggio già dal 1974 ed ai Giochi olimpici da Atlanta 1996.

## Regolamento
Di seguito ecco le restrizioni di peso imposte agli atleti per poter rientrare nella categoria.
Uomini
- sotto i 72,5 kg e media equipaggio 70 kg

Donne
- sotto i 59 kg e media equipaggio 57 kg